# Сосновка (Карелия)
Сосно́вка (карел. Honkankylä) (ранее — Зверосовхоз Повенецкий) — село в Медвежьегорском районе Республики Карелия Российской Федерации. Входит в состав Повенецкого городского поселения.

## География
Село расположено на северном берегу Повенецкой бухты Повенецкого залива Онежского озера в 1,5 км от устья реки Сапеница.

## История
До военный период
3 августа 1930 года организован Повенецкий звероводческий совхоз (пушсовхоз). За крупные успехи в развитии звероводства в Карелии Повенецкий пушсовхоз в 1940 году награжден орденом Трудового Красного Знамени. На Всесоюзной сельскохозяйственной выставке в 1940 году пушсовхозу присужден диплом 1-й степени, премия 10000 рублей и легковая машина. 
Советско-финская война (1941—1944)
Ожесточённые бои развернулись в трёх километрах от Повенецкого пушсовхоза в январе 1942 года. Во время войны Повенецкий пушсовхоз был разрушен. 
После военный период
2 октября 1945 года на земельных угодьях бывшего Повенецкого пушсовхоза создан Повенецкий зверосовхоз. Повенецкий зверосовхоз специализировался на выращивании стандартной норки, которая в 1947 г. была завезена из Германии. За период с 1946 по 1956 Повенецкий зверосовхоз добился крупных успехов и намного превзошел довоенный уровень своих достижений. В 1951 году зверосовхозу было присуждено Красное знамя ВЦСПС и Совета Министров СССР, а в 1954 году Повенецкий зверосовхоз стал кандидатом Всесоюзной сельскохозяйственной выставки. 
После советский период
Постановлением Президиума Верховного Совета Карельской АССР от 16 мая 1991 г. населённый пункт в черте рабочего посёлка Повенец, зарегистрированный как посёлок зверосовхоза «Повенецкий», передан в административное подчинение Повенецкого поселкового совета и получил имя село Сосновка. 

## Население
Численность населения в 2002 году составляла 690 человек.
| 2002 | 2009 | 2010 | 2013 |
| ---- | ---- | ---- | ---- |
| 690  | ↘675 | ↘591 | ↘558 |

## Образование
МКОУ «Сосновская основная общеобразовательная школа».

## Улицы
- Лесная
- Набережная
- Онежская
- Юбилейная
- Конституции
- Школьная